# Smicropus ochra
Smicropus ochra là một loài bướm đêm trong họ Geometridae.